# Collégiale Saint-Martin de Montpezat-de-Quercy
La collégiale Saint-Martin de Montpezat-de-Quercy est une ancienne collégiale située à Montpezat-de-Quercy dans le département de Tarn-et-Garonne en France.
La collégiale a été classée au titre des monuments historiques par la liste de 1840. Les façades et les toitures des maisons à pans de bois entourant le chevet de l'ancienne collégiale ont été inscrits au titre des monuments historiques en 1956. De nombreux objets sont référencés dans la base Palissy (voir les notices liées).

## Historique
Dédiée à saint Martin de Tours, la collégiale de Montpezat a été construite en 1337 grâce au cardinal Pierre des Prés, vice-chancelier de l'Église romaine, originaire de la ville. Elle a été probablement l'œuvre d'un architecte de la cour pontificale d'Avignon et a été consacrée en 1343.
Antoine de Lettes, chevalier de l'Ordre de Saint-Michel, seigneur de Montepezat, maréchal de France, y est enterré après le 26 juin 1544.

## Architecture
L'église, bâtie en pierres calcaires bien appareillées provenant de la région, comprend une nef unique de cinq travées flanquées de chapelles et d'une abside à cinq pans. L'abside est voûtée d'ogives, éclairée par une grande fenêtre à meneau située dans l'axe et par quatre fenêtres latérales plus petites. Les travées sont voûtées d'ogives polygonales séparées par des doubleaux de même profil. Toutes les clefs de voûte portent les armoiries de Pierre des Prés. Les huit chapelles latérales sont placées entre les contreforts.
Le tympan du portail d'entrée a été refait et n'est pas décoré. Au-dessus de celui-ci est percée une rosace composée d'une rose centrale à huit lobes et de huit trilobes. De part et d'autre, deux niches abritaient chacune une statue : seule, celle de gauche subsiste. Le clocher s'élève à gauche du portail, au-dessus de la première chapelle de gauche ; c'est une tour carrée dont la base est nue à l'exception de la fenêtre de la chapelle. Une tourelle polygonale percée de meurtrières s'appuie au nord de la tour pour conduire à l'étage supérieur du clocher, éclairé sur chacune des faces par une fenêtre géminée.

## Intérieur

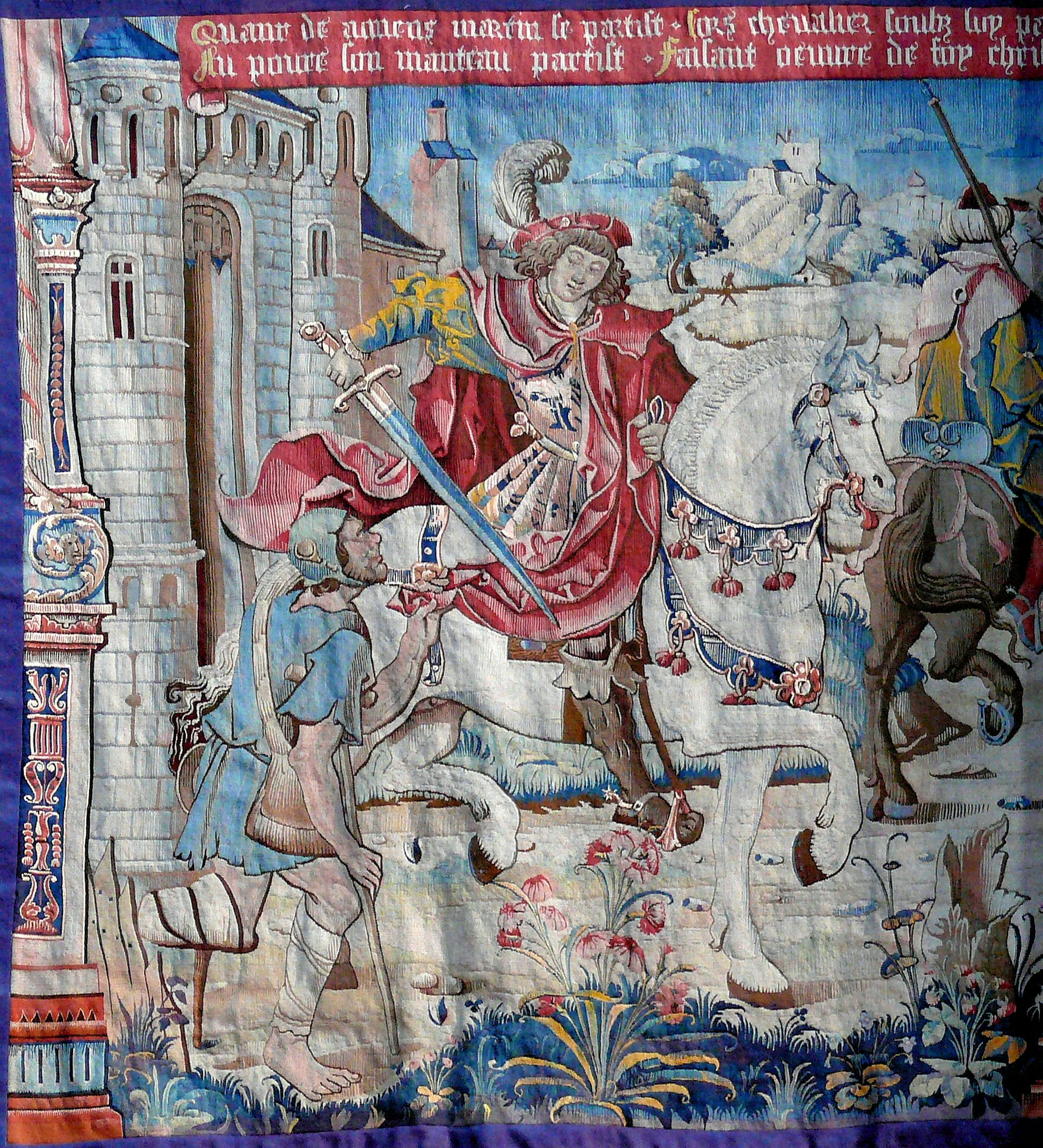
Tapisserie représentant la charité de saint Martin

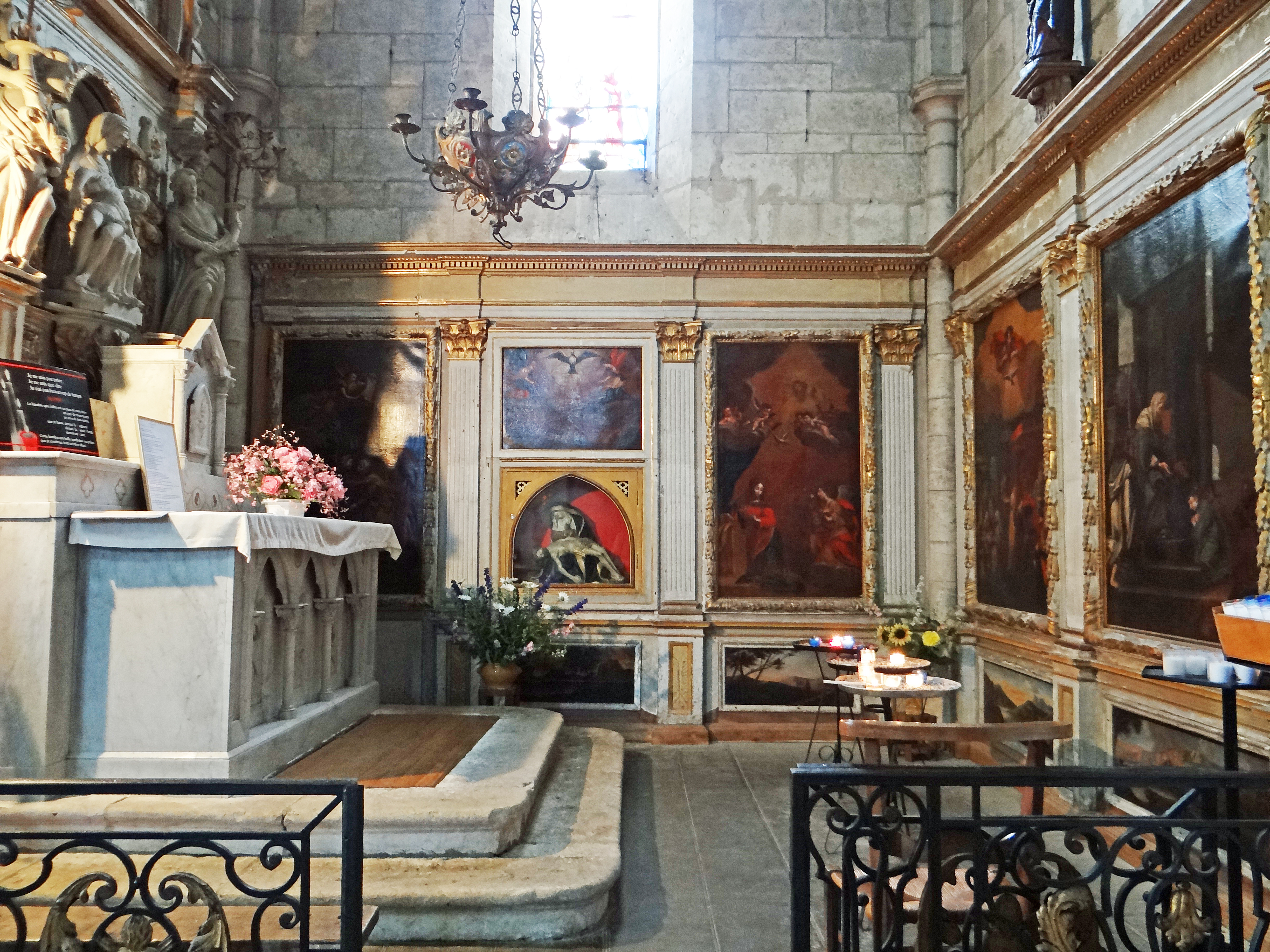
1ère chapelle sud

Dans le chœur se trouvent les stalles du XVe siècle et les cinq tapisseries des Flandres du début du XVIe siècle offertes par Jean IV, évêque de Montauban et représentant divers épisodes de la vie de Saint-Martin : partage du manteau, lutte contre le diable et diverses guérisons obtenues par le saint. Ces tapisseries sont d'une valeur exceptionnelle, particulièrement du fait qu'elles se trouvent toujours à l'emplacement exact et dans l'édifice pour lequel elles ont été commandées, cas fort rare : même à La Chaise-Dieu, les tapisseries commandées pour l'abbaye, après avoir orné le chœur durant cinq siècles, ont été déplacées dans un musée conçu spécifiquement pour elles. Dans le chœur sont également placés deux gisants, à droite celui de Pierre des Prés en marbre blanc et à gauche celui de son neveu, Jean des Prés, évêque de Castres.
Dans les chapelles latérales se trouvent divers mobiliers à savoir :
Une statue en albâtre du XIVe siècle de la Vierge à l'Enfant aux colombes.
Des coffrets en bois du XVe siècle.

- Trois plaques d'albâtre provenant d'un retable de Nottingham représentant la Nativité, la Résurrection et l'Ascension[9],
- Plusieurs chapelles (1 et 4 sud notamment) sont ornées de lambris et de peintures conçues pour l'église (par F. Gérard, de Moissac et Blaise Segrétin, de Tours - v.1700).